# Quatrième district congressionnel de Californie
 (mai 2022).
La mise en forme du texte ne suit pas les recommandations de Wikipédia : il faut le « wikifier ».
Les points d'amélioration suivants sont les cas les plus fréquents :
- Les titres sont pré-formatés par le logiciel. Ils ne sont ni en capitales, ni en gras.
- Le texte ne doit pas être écrit en capitales (les noms de famille non plus), ni en gras, ni en italique, ni en « petit »…
- Le gras n'est utilisé que pour surligner le titre de l'article dans l'introduction, une seule fois.
- L'italique est rarement utilisé : mots en langue étrangère, titres d'œuvres, noms de bateaux, etc.
- Les citations ne sont pas en italique mais en corps de texte normal. Elles sont entourées par des guillemets français : « et ».
- Les listes à puces sont à éviter, des paragraphes rédigés étant largement préférés. Les tableaux sont à réserver à la présentation de données structurées (résultats, etc.).
- Les appels de note de bas de page (petits chiffres en exposant, introduits par l'outil «  Source ») sont à placer entre la fin de phrase et le point final[comme ça].
- Les liens internes (vers d'autres articles de Wikipédia) sont à choisir avec parcimonie. Créez des liens vers des articles approfondissant le sujet. Les termes génériques sans rapport avec le sujet sont à éviter, ainsi que les répétitions de liens vers un même terme.
- Les liens externes sont à placer uniquement dans une section « Liens externes », à la fin de l'article. Ces liens sont à choisir avec parcimonie suivant les règles définies. Si un lien sert de source à l'article, son insertion dans le texte est à faire par les notes de bas de page.
- La présentation des références doit suivre les conventions bibliographiques. Il est recommandé d'utiliser les modèles {{Ouvrage}}, {{Chapitre}}, {{Article}}, {{Lien web}} et/ou {{Bibliographie}}. Le mode d'édition visuel peut mettre en forme automatiquement les références.
- Insérer une infobox (cadre d'informations à droite) n'est pas obligatoire pour parachever la mise en page.

Pour une aide détaillée, merci de consulter Aide:Wikification.
Si vous pensez que ces points ont été résolus, vous pouvez retirer ce bandeau et améliorer la mise en forme d'un autre article.
Le 4e district congressionnel de Californie est un district situé dans la partie nord-ouest de l'État et comprend tout le Comté de Lake et le Comté de Napa, la majeure partie du Comté de Yolo et des parties du Comté de Solano et du Comté de Sonoma. Les principales villes du district comprennent Davis, Woodland, Napa, Vacaville et la majeure partie de Santa Rosa.
De 2013 à 2023, le district englobait les Sierras de Truckee à la Forêt nationale de Sequoia, ainsi qu'une zone en grande partie suburbaine en bordure de la vallée de Sacramento, dans le sud-ouest du Comté de Placer. Il comprenait les comtés d'Alpine, Amador, Calaveras, El Dorado, Mariposa et Tuolumne, ainsi que la majeure partie du Comté de Placer et des parties des comtés de Fresno, Madera et Nevada. Le district était représenté par le Républicain Tom McClintock.

## Compétitivité
En 2006, les Républicains comptaient 48 % des inscriptions sur les listes électorales, les Démocrates 30 % et les Libertariens environ 5 %.
Un candidat démocrate au Congrès a presque remporté le district en 2008, perdant de seulement un demi-point et moins de 1 600 voix, ce qui indique que le district était beaucoup plus compétitif qu'il n'y paraissait. Mais lors des élections plus récentes de 2018 et 2020, le candidat républicain a remporté plus de 53 % des voix.
Les nouvelles limites des districts pour les élections de 2012 ont déplacé le centre de population vers le sud et l'est. Les démocrates inscrits et les indépendants de l'État dans la nouvelle zone de district sont plus nombreux que les républicains inscrits de 12 %. Cependant, les républicains, les indépendants et les petits partis sont bien plus nombreux que les démocrates dans un rapport de 2 pour 1. Il y a 183 800 républicains, 117 300 démocrates et 97 200 autres.
Alors que 2018 a vu 7 des sièges de la Chambre détenus par les républicains de Californie tomber aux mains des démocrates, le républicain Tom McClintock a détenu son district de plus de 8% sur la démocrate Jessica Morse.
Aux élections présidentielles, Donald Trump a remporté la circonscription en 2016 avec 54 % des voix et l'a emporté en 2020 avec 53,7 % des voix.
Lors du redécoupage de 2020, le district a de nouveau été déplacé vers la région de la Baie de San Francisco. Il comprend tout le Comté de Lake et le Comté de Napa, la majeure partie du Comté de Yolo et des parties du Comté de Solano et du Comté de Sonoma. Les principales villes du district comprennent Davis, Woodland, Napa, Vacaville et la majeure partie de Santa Rosa. Le nouveau 4e district est solidement Démocrate et est représenté par Mike Thompson. La partie du comté de Solano, y compris Vacaville et Dixon, a toujours été plus conservatrice, comme en témoignent les élections de mi-mandat de 2022, les électeurs du district 4 du Congrès ont favorisé le candidat républicain de 50,3 % à 49,7 %.
| Année | Poste      | Résultats                      |
| ----- | ---------- | ------------------------------ |
| 1992  | Président  | Bush 40,7 % - 33,9 %           |
| 1992  | Sénateur   | Herschensohn 50,0 % - 39,7 %   |
| 1992  | Sénateur   | Feinstein 46,0 % - 45,2 %      |
| 1994  | Gouverneur | Wilson 66,4 % - 29,0 %         |
| 1996  | Président  | Dole 51,3 % - 37,8 %           |
| 2000  | Président  | Bush 58,1 % - 36,9 %           |
| 2000  | Sénateur   | Campbell 51,1 % - 41,8 %       |
| 2002  | Gouverneur | Simon 58,5 % - 30,6 %          |
| 2003  | Recall,    | Oui 70,4 % - 29,6 %            |
| 2003  | Recall,    | Schwarzenegger 60,6 % - 17,6 % |
| 2004  | Président  | Bush 61,3 % - 37,4 %           |
| 2004  | Sénateur   | Jones 55,6 % - 40,1 %          |
| 2006  | Gouverneur | Schwarzenegger 72,2 % - 22,8 % |
| 2006  | Sénateur   | Mountjoy 50,2 % - 44,3 %       |
| 2008  | Président  | McCain 54,0 % - 43,8 %         |
| 2010  | Gouverneur | Whitman 55,3 - 39,3 %          |
| 2010  | Sénateur   | Fiorina 59,5 % - 33,7 %        |
| 2012  | Président  | Romney 57,9 % - 39,5 %         |
| 2012  | Sénateur   | Emken 58,5 % - 41,5 %          |
| 2014  | Gouverneur | Kashkari 55,1 % - 44,9 %       |
| 2016  | Président  | Trump 54,0 % - 39,3 %          |
| 2016  | Sénateur   | Harris 63,3 % - 36,7 %         |
| 2018  | Gouverneur | Cox 59,5 % - 40,5 %            |
| 2018  | Sénateur   | de Leon 54,7 % - 45,3 %        |
| 2020  | Président  | Trump 53,7 % - 43,9 %          |
| 2021  | Recall     | Oui 58,8 % - 41,1 %            |
| 2022  | Gouverneur | Newsom 63,3 % - 36,7 %         |
| 2022  | Sénateur   | Padilla 65,7 % - 34,3 %        |

## Géographie
| #   | Comté  | Siège      | Population |
| --- | ------ | ---------- | ---------- |
| 33  | Lake   | Lakeport   | 68 878     |
| 55  | Napa   | Napa       | 133 216    |
| 95  | Solano | Fairfield  | 449 218    |
| 97  | Sonoma | Santa Rosa | 481 812    |
| 113 | Yolo   | Woodland   | 220 544    |

Depuis 2023, le 4e district congressionnel de Californie comprend les comtés de Lake, Napa et Yolo, ainsi que des parties des comtés de Sonoma et Solano.
Le Comté de Sonoma est divisé entre ce district et le 2e district. Ils sont divisés par Petaluma River, Highway 116, Redwood Highway, Robber Rd, Petersen Rd, Llano Rd, S Wright Rd, W College Ave, Jennings Ave, Administration Dr, Bicentennial Way, Cleveland Ave, Old Redwood Highway, Cross Creek Rd, Sonoma Highway et Sonoma Creek. Le 4e district comprend les villes de Santa Rosa, Rohnert Park, Sonoma, Petaluma et Cotati, ainsi que les census-designated-places Boyes Hot Springs, El Verano, Penngrove, Sonoma State University, Kenwood, Glen Ellen, Eldridge, Fetters Hot Springs-Agua Caliente et Temelec.
Le Comté de Solano est divisé entre ce district et le 8e district. Ils sont divisés par Soda Springs Rd, Union Pacific, Alamo Dr, Leisure Town Rd, Hawkins Rd, Bay Area Exxextric, Shilo Rd, Collinsville Rd et Montezuma Slough. Le 4e district comprend les villes de Vacaville, Dixon et Rio Vista, ainsi que les census-designated places, Hartley et Allendale.

### Villes et census-designated-places de 10 000 personnes ou plus
- Santa Rosa - 178 127
- Vacaville - 102 386
- Napa - 77 480
- Davis - 66 850
- Woodland - 61 032
- Petaluma - 59 776
- West Sacramento - 53 519
- Rohnert Park - 44 390
- American Canyon - 21 837
- Dixon - 18 988
- Clearlake - 16 685
- Sonoma - 11 024
- Rio Vista - 10 217

### Villes de 2500 à 10 000 personnes
- University of Californias, Davis - 8525
- Cotati - 7584
- Winters - 7195
- Hidden Valley Lake - 6235
- Boyes Hot Springs - 6215
- St. Helena - 5438
- Calistoga - 5228
- Lakeport - 5026
- Penngrove - 4172
- Fetters Hot Springs-Agua Caliente - 4144
- El Verano - 3867
- North Lakeport - 3514
- Yountville - 3436
- Kelseyville - 3382
- Clearlake Riviera (Kelseyville Riviera) - 3410
- North Lakeport - 3314
- Esparto - 3108
- Lucerne - 3067
- Esparto - 2877
- Nice - 2731
- Sonoma State University - 2679
- Angwin - 2633
- Clearlake Oaks - 2551
- Hartley - 2510

## Liste des Représentants du district
| Membre                        | Parti                   | Années                             | Congrès        | Histoire électorale | Zone géopraphique |
| ----------------------------- | ----------------------- | ---------------------------------- | -------------- | --- | --- |
| District créée le 4 mars 1873 |                         |                                    |                | | |
| Sherman Otis Houghton         | Républicain             | 4 mars 1873 - 3 mars 1875          | 43e            | Redécoupage depuis le 1er district et réélu en 1872. Perds sa réélection.                                                                                                 | Fresno, Inyo, Kern, Los Angeles, Mariposa, Merced, Mono, Monterey, San Bernardino, San Diego, San Luis Obispo, San Mateo, Santa Barbara, Santa Clara, Santa Cruz, Stanislaus, Tulare, Ventura |
| Peter D. Wigginton (en)       | Démocrate               | 4 mars 1875 - 3 mars 1877          | 44e            | Élu en 1875. Retrait. | Fresno, Inyo, Kern, Los Angeles, Mariposa, Merced, Mono, Monterey, San Bernardino, San Diego, San Luis Obispo, San Mateo, Santa Barbara, Santa Clara, Santa Cruz, Stanislaus, Tulare, Ventura |
| Romualdo Pacheco              | Républicain             | 4 mars 1877 - 7 février 1878       | 45e            | Perds la contestation de son élection. | Fresno, Inyo, Kern, Los Angeles, Mariposa, Merced, Mono, Monterey, San Bernardino, San Diego, San Luis Obispo, San Mateo, Santa Barbara, Santa Clara, Santa Cruz, Stanislaus, Tulare, Ventura |
| Peter D. Wigginton (en)       | Démocrate               | 7 février 1878 - 3 mars 1879       | 45e            | Gagne la contestation de son élection. | Fresno, Inyo, Kern, Los Angeles, Mariposa, Merced, Mono, Monterey, San Bernardino, San Diego, San Luis Obispo, San Mateo, Santa Barbara, Santa Clara, Santa Cruz, Stanislaus, Tulare, Ventura |
| Romualdo Pacheco              | Républicain             | 4 mars 1879 - 3 mars 1883          | 46e , 47e      | Élu en 1879. Réélu en 1880. Retrait. | Fresno, Inyo, Kern, Los Angeles, Mariposa, Merced, Mono, Monterey, San Bernardino, San Diego, San Luis Obispo, San Mateo, Santa Barbara, Santa Clara, Santa Cruz, Stanislaus, Tulare, Ventura |
| Pleasant B. Tully (en)        | Démocrate               | 4 mars 1883 - 3 mars 1885          | 48e            | Élu en 1882. Retrait. | San Francisco |
| William W. Morrow (en)        | Républicain             | 4 mars 1885 - 3 mars 1891          | 49e - 51e      | Élu en 1884. Réélu en 1886. Réélu en 1888. Retrait. | San Francisco |
| John T. Cutting (en)          | Républicain             | 4 mars 1891 - 3 mars 1893          | 52e            | Élu en 1890. Retrait. | San Francisco |
| James G. Maguire (en)         | Démocrate               | 4 mars 1893 - 3 mars 1899          | 53e - 55e      | Élu en 1892. Réélu en 1894. Réélu en 1896. Perds sa réélection. | San Francisco |
| Julius Kahn (en)              | Républicain             | 4 mars 1899 - 3 mars 1903          | 56e , 57e      | Élu en 1898. Réélu en 1900. Perds sa réélection. | San Francisco |
| Edward J. Livernash (en)      | Démocrate - Union Labor | 4 mars 1903 - 3 mars 1905          | 58e            | Élu en 1902. Perds sa réélection. | San Francisco |
| Julius Kahn (en)              | Républicain             | 4 mars 1905 - 18 décembre 1924     | 59e - 68e      | Élu en 1904. Réélu en 1906. Réélu en 1908. Réélu en 1910. Réélu en 1912. Réélu en 1914. Réélu en 1916. Réélu en 1918. Réélu en 1920. Réélu en 1922. Réélu en 1924. Décès. | San Francisco |
| Vacant                        | Vacant                  | 18 décembre 1924 - 17 février 1925 |                | | San Francisco |
| Florence Prag Kahn            | Républicain             | 17 février 1925 - 3 janvier 1937   | 68e - 74e      | Élue pour terminer le mandat de son mari. Réélue en 1926. Réélue en 1928. Réélue en 1930. Réélue en 1932. Réélue en 1934. Perds sa réélection.                            | San Francisco |
| Franck R. Havenner (en)       | Progressiste            | 3 janvier 1937 - 3 janvier 1939    | 75e , 76e      | Élu en 1936. Réélu en 1938. Perds sa réélection. | San Francisco |
| Franck R. Havenner (en)       | Démocrate               | 3 janvier 1939 - 3 janvier 1941    | 75e , 76e      | Élu en 1936. Réélu en 1938. Perds sa réélection. | San Francisco |
| Thomas Rolph (en)             | Républicain             | 3 janvier 1941 - 3 janvier 1945    | 77e , 78e      | Élu en 1940. Réélu en 1942. Perds sa réélection. | San Francisco |
| Franck R. Havenner (en)       | Démocrate               | 3 janvier 1945 - 3 janvier 1953    | 79e - 82e      | Élu en 1944. Réélu en 1946. Réélu en 1948. Réélu en 1950. Perds sa réélection.                                                                                            | San Francisco |
| William S. Mailliard (en)     | Républicain             | 3 janvier 1953 - 3 janvier 1963    | 83-8783e - 87e | Élu en 1952. Réélu en 1954. Réélu en 1956. Réélu en 1958. Réélu en 1960. Redécoupage vers le 6e district.                                                                 | San Francisco |
| Robert Leggett (en)           | Démocrate               | 3 janvier 1963 - 3 janvier 1979    | 88e - 95e      | Élu en 1962. Réélu en 1964. Réélu en 1966. Réélu en 1968. Réélu en 1970. Réélu en 1972. Réélu en 1974. Réélu en 1976. Retrait.                                            | 1963–1967 Colusa, Glenn, Lake, Solano, Sutter, Yolo, Yuba |
| Robert Leggett (en)           | Démocrate               | 3 janvier 1963 - 3 janvier 1979    | 88e - 95e      | Élu en 1962. Réélu en 1964. Réélu en 1966. Réélu en 1968. Réélu en 1970. Réélu en 1972. Réélu en 1974. Réélu en 1976. Retrait.                                            | 1967–1973 Colusa, Glenn, Lake, Sacramento (en partie), Solano, Sutter, Yolo, Yuba |
| Robert Leggett (en)           | Démocrate               | 3 janvier 1963 - 3 janvier 1979    | 88e - 95e      | Élu en 1962. Réélu en 1964. Réélu en 1966. Réélu en 1968. Réélu en 1970. Réélu en 1972. Réélu en 1974. Réélu en 1976. Retrait.                                            | 1973–1975 Colusa, Glenn, Solano, Sacramento (partie sud), Sutter, Yolo, Yuba |
| Robert Leggett (en)           | Démocrate               | 3 janvier 1963 - 3 janvier 1979    | 88e - 95e      | Élu en 1962. Réélu en 1964. Réélu en 1966. Réélu en 1968. Réélu en 1970. Réélu en 1972. Réélu en 1974. Réélu en 1976. Retrait.                                            | 1975–1983 Colusa, Sacramento (partie west), Solano, Sutter, Yolo |
| Vic Fazio (en)                | Démocrate               | 3 janvier 1979 - 3 janvier 1993    | 96e - 102e     | Élu en 1978. Réélu en 1980. Réélu en 1982. Réélu en 1984. Réélu en 1986. Réélu en 1988. Réélu en 1990. Redécoupage vers le 3e district.                                   | |
| Vic Fazio (en)                | Démocrate               | 3 janvier 1979 - 3 janvier 1993    | 96e - 102e     | Élu en 1978. Réélu en 1980. Réélu en 1982. Réélu en 1984. Réélu en 1986. Réélu en 1988. Réélu en 1990. Redécoupage vers le 3e district.                                   | 1983–1993 Sacramento (en partie), Solano, Yolo |
| John Doolittle (en)           | Républicain             | 3 janvier 1993 - 3 janvier 2009    | 103e - 110e    | Redécoupage depuis le 14e district et réélu en 1992. Réélu en 1994. Réélu en 1996. Réélu en 1998. Réélu en 2000. Réélu en 2002. Réélu en 2004. Réélu en 2006. Retrait.    | 1993–2003 Alpine, Amador, Calaveras, El Dorado, Mono, Placer, Sacramento (partie nord-est), Tuolumne                                                                                          |
| John Doolittle (en)           | Républicain             | 3 janvier 1993 - 3 janvier 2009    | 103e - 110e    | Redécoupage depuis le 14e district et réélu en 1992. Réélu en 1994. Réélu en 1996. Réélu en 1998. Réélu en 2000. Réélu en 2002. Réélu en 2004. Réélu en 2006. Retrait.    | 2003–2013 Butte (partie est), El Dorado, Lassen, Modoc, Nevada, Placer, Plumas, Sacramento (Orangevale), Sierra                                                                               |
| Tom McClintock                | Républicain             | 3 janvier 2009 - 3 janvier 2023    | 111e - 117e    | Élu en 2008. Réélu en 2010. Réélu en 2012. Réélu en 2014. Réélu en 2016. Réélu en 2018. Réélu en 2020. Redécoupage vers le 3e district.                                   | |
| Tom McClintock                | Républicain             | 3 janvier 2009 - 3 janvier 2023    | 111e - 117e    | Élu en 2008. Réélu en 2010. Réélu en 2012. Réélu en 2014. Réélu en 2016. Réélu en 2018. Réélu en 2020. Redécoupage vers le 3e district.                                   | 2013–2023 Est de la Californie Centrale incluant Lake Tahoe, Roseville, et le Yosemite National Park                                                                                          |
| Mike Thompson                 | Démocrate               | 3 janvier 2023 - Présent           | 118e - 119e    | Redécoupage depuis le 5e district et réélu en 2022. Réélu en 2024. | 2023–PrésentComtés de Lake, Napa, la majorité de Yolo, parts de Solano et Sonoma |

## Résultats des récentes élections
Voici les résultats des dix précédents cycles électoraux dans le district.

### 2004
| Élection de 2004 du 4e district congressionnel de Californie | Élection de 2004 du 4e district congressionnel de Californie | Élection de 2004 du 4e district congressionnel de Californie | Élection de 2004 du 4e district congressionnel de Californie | Élection de 2004 du 4e district congressionnel de Californie |
| ------------------------------------------------------------ | ------------------------------------------------------------ | ------------------------------------------------------------ | ------------------------------------------------------------ | ------------------------------------------------------------ |
| Parti                                                        | Parti                                                        | Candidat                                                     | Votes                                                        | %                                                            |
|                                                              | Républicain                                                  | John Doolittle (en) (sortant)                                | 221 926                                                      | 65,4                                                         |
|                                                              | Démocrate                                                    | David I. Winters                                             | 117 443                                                      | 34,6                                                         |
| Total des votes                                              | Total des votes                                              | Total des votes                                              | 339 369                                                      | 100%                                                         |
|                                                              | Les Républicains conservent                                  |                                                              |                                                              |                                                              |

### 2006
| Élection de 2006 du 4e district congressionnel de Californie | Élection de 2006 du 4e district congressionnel de Californie | Élection de 2006 du 4e district congressionnel de Californie | Élection de 2006 du 4e district congressionnel de Californie | Élection de 2006 du 4e district congressionnel de Californie |
| ------------------------------------------------------------ | ------------------------------------------------------------ | ------------------------------------------------------------ | ------------------------------------------------------------ | ------------------------------------------------------------ |
| Parti                                                        | Parti                                                        | Candidat                                                     | Votes                                                        | %                                                            |
|                                                              | Républicain                                                  | John Doolittle (en) (sortant)                                | 135 818                                                      | 49,1                                                         |
|                                                              | Démocrate                                                    | Charlie Brown                                                | 126 999                                                      | 45,9                                                         |
|                                                              | Libertarien                                                  | Dan Warren                                                   | 14 076                                                       | 5,0                                                          |
| Total des votes                                              | Total des votes                                              | Total des votes                                              | 213 984                                                      | 100%                                                         |
|                                                              | Les Républicains conservent                                  |                                                              |                                                              |                                                              |

### 2008
| Élection de 2008 du 4e district congressionnel de Californie | Élection de 2008 du 4e district congressionnel de Californie | Élection de 2008 du 4e district congressionnel de Californie | Élection de 2008 du 4e district congressionnel de Californie | Élection de 2008 du 4e district congressionnel de Californie |
| ------------------------------------------------------------ | ------------------------------------------------------------ | ------------------------------------------------------------ | ------------------------------------------------------------ | ------------------------------------------------------------ |
| Parti                                                        | Parti                                                        | Candidat                                                     | Votes                                                        | %                                                            |
|                                                              | Républicain                                                  | Tom McClintock                                               | 184 543                                                      | 50,3                                                         |
|                                                              | Démocrate                                                    | Charlie Brown                                                | 182 967                                                      | 49,7                                                         |
| Total des votes                                              | Total des votes                                              | Total des votes                                              | 367 510                                                      | 100%                                                         |
|                                                              | Les Républicains conservent                                  |                                                              |                                                              |                                                              |

### 2010
| Élection de 2010 du 4e district congressionnel de Californie | Élection de 2010 du 4e district congressionnel de Californie | Élection de 2010 du 4e district congressionnel de Californie | Élection de 2010 du 4e district congressionnel de Californie | Élection de 2010 du 4e district congressionnel de Californie |
| ------------------------------------------------------------ | ------------------------------------------------------------ | ------------------------------------------------------------ | ------------------------------------------------------------ | ------------------------------------------------------------ |
| Parti                                                        | Parti                                                        | Candidat                                                     | Votes                                                        | %                                                            |
|                                                              | Républicain                                                  | Tom McClintock (sortant)                                     | 186 392                                                      | 61,0                                                         |
|                                                              | Démocrate                                                    | Clint Curtis                                                 | 95 653                                                       | 31,0                                                         |
|                                                              | Vert                                                         | Benjamin Emery                                               | 22 179                                                       | 8,0                                                          |
| Total des votes                                              | Total des votes                                              | Total des votes                                              | 304 224                                                      | 100%                                                         |
|                                                              | Les Républicains conservent                                  |                                                              |                                                              |                                                              |

### 2012
| Élection de 2012 du 4e district congressionnel de Californie | Élection de 2012 du 4e district congressionnel de Californie | Élection de 2012 du 4e district congressionnel de Californie | Élection de 2012 du 4e district congressionnel de Californie | Élection de 2012 du 4e district congressionnel de Californie |
| ------------------------------------------------------------ | ------------------------------------------------------------ | ------------------------------------------------------------ | ------------------------------------------------------------ | ------------------------------------------------------------ |
| Parti                                                        | Parti                                                        | Candidat                                                     | Votes                                                        | %                                                            |
|                                                              | Républicain                                                  | Tom McClintock (sortant)                                     | 197 803                                                      | 61,1                                                         |
|                                                              | Démocrate                                                    | Jack Uppal                                                   | 125 885                                                      | 38,9                                                         |
| Total des votes                                              | Total des votes                                              | Total des votes                                              | 323 688                                                      | 100%                                                         |
|                                                              | Les Républicains conservent                                  |                                                              |                                                              |                                                              |

### 2014
| Élection de 2014 du 4e district congressionnel de Californie | Élection de 2014 du 4e district congressionnel de Californie | Élection de 2014 du 4e district congressionnel de Californie | Élection de 2014 du 4e district congressionnel de Californie | Élection de 2014 du 4e district congressionnel de Californie |
| ------------------------------------------------------------ | ------------------------------------------------------------ | ------------------------------------------------------------ | ------------------------------------------------------------ | ------------------------------------------------------------ |
| Parti                                                        | Parti                                                        | Candidat                                                     | Votes                                                        | %                                                            |
|                                                              | Républicain                                                  | Tom McClintock (sortant)                                     | 126 784                                                      | 60,0                                                         |
|                                                              | Républicain                                                  | Arthur "Art" Moore                                           | 84 350                                                       | 40,0                                                         |
| Total des votes                                              | Total des votes                                              | Total des votes                                              | 211 134                                                      | 100%                                                         |
|                                                              | Les Républicains conservent                                  |                                                              |                                                              |                                                              |

### 2016
| Élection de 2016 du 4e district congressionnel de Californie | Élection de 2016 du 4e district congressionnel de Californie | Élection de 2016 du 4e district congressionnel de Californie | Élection de 2016 du 4e district congressionnel de Californie | Élection de 2016 du 4e district congressionnel de Californie |
| ------------------------------------------------------------ | ------------------------------------------------------------ | ------------------------------------------------------------ | ------------------------------------------------------------ | ------------------------------------------------------------ |
| Parti                                                        | Parti                                                        | Candidat                                                     | Votes                                                        | %                                                            |
|                                                              | Républicain                                                  | Tom McClintock (sortant)                                     | 220 133                                                      | 62,7                                                         |
|                                                              | Démocrate                                                    | Robert W. Derlet                                             | 130 845                                                      | 37,3                                                         |
| Total des votes                                              | Total des votes                                              | Total des votes                                              | 211 134                                                      | 100%                                                         |
|                                                              | Les Républicains conservent                                  |                                                              |                                                              |                                                              |

### 2018
| Élection de 2018 du 4e district congressionnel de Californie | Élection de 2018 du 4e district congressionnel de Californie | Élection de 2018 du 4e district congressionnel de Californie | Élection de 2018 du 4e district congressionnel de Californie | Élection de 2018 du 4e district congressionnel de Californie |
| ------------------------------------------------------------ | ------------------------------------------------------------ | ------------------------------------------------------------ | ------------------------------------------------------------ | ------------------------------------------------------------ |
| Parti                                                        | Parti                                                        | Candidat                                                     | Votes                                                        | %                                                            |
|                                                              | Républicain                                                  | Tom McClintock (sortant)                                     | 184 401                                                      | 54,1                                                         |
|                                                              | Démocrate                                                    | Jessica Morse                                                | 156 253                                                      | 45,9                                                         |
| Total des votes                                              | Total des votes                                              | Total des votes                                              | 340 654                                                      | 100%                                                         |
|                                                              | Les Républicains conservent                                  |                                                              |                                                              |                                                              |

En 2018, six candidats démocrates ont déposé des déclarations de candidature auprès de la Commission électorale fédérale (FEC). Il s'agissait, par ordre alphabétique de nom de famille : Regina Bateson ; Roza Calderón ; Richard Martin; Robert Lawton; Jessica Morse; et Rochelle Wilcox. Martin et Wilcox ont abandonné la course, Wilcox approuvant Morse en février.
Le lieutenant-colonel à la retraite de l'armée de l'air Charlie Brown, qui était le candidat démocrate à ce siège en 2006 et 2008, "envisageait sérieusement" de se présenter en 2018, mais a décidé en juin 2017 de ne pas lancer une troisième campagne. En janvier 2018, Brown a apporté son soutien à Morse pour la nomination. Bob Derlet, le candidat démocrate en 2016, a également apporté son soutien à Morse en janvier.
Du côté républicain, McClintock a un challenger, Mitchell Kendrick White, qui a déposé une demande auprès de la FEC en janvier.
En février, le Parti démocrate de Californie (CDP) a approuvé Jessica Morse dans une nomination démocrate contestée. Roza Calderon a pu recueillir avec succès 322 signatures de délégués accrédités par le CDP nécessaires pour bloquer l'approbation, dans laquelle Morse n'a reçu que 44 votes de délégués. Cependant, le personnel du CDP a refusé d'accepter les formulaires après avoir prétendu qu'ils avaient fermé les portes plus tôt pour empêcher la soumission. Une requête a ensuite été déposée auprès de la Commission de révision de la conformité (CRC) par Calderon. Le CRC a voté pour accepter et compter les signatures, disqualifiant finalement suffisamment de signatures pour procéder à l'approbation de Morse. La Californie permet aux candidats d'inclure leur description professionnelle sous leur nom sur le bulletin de vote. Regina Bateson a par la suite contesté le titre de désignation de Morse au scrutin de « National Security Fellow » à la Cour supérieure de Sacramento après des mois de controverse selon laquelle Morse, qui n'avait pas travaillé depuis trois ans, « bouffait » ses lettres de créance. Le secrétaire d'État de Californie, Alex Padilla, avait invalidé les 3 désignations de vote de Morse avant que le juge Gevercer ne décide qu'elle n'avait présenté "aucune preuve crédible" pour utiliser la désignation de "National Security Fellow". Au lieu de cela, il a soutenu que ce titre induirait en erreur la personne moyenne sur ses activités récentes. Dans la liste officielle des candidats certifiés, la désignation du bulletin de vote de Morse a été laissée en blanc.
Dans le cadre du système de la primaire jungle californienne (alias primaire générale non partisane), seuls les deux candidats ayant obtenu le plus de votes le 5 juin, quel que soit le parti, se sont rendus aux élections générales du 6 novembre. Les républicains et quatre démocrates sont apparus sur le scrutin de la primaire jungle. Morse a terminé deuxième en juin 2018.
Morse s'est vu refuser la « sécurité nationale » comme sa désignation de vote pour le scrutin de novembre. Aux élections générales de novembre, McClintock a conservé le district avec plus de huit points.

### 2020
| Élection de 2020 du 4e district congressionnel de Californie | Élection de 2020 du 4e district congressionnel de Californie | Élection de 2020 du 4e district congressionnel de Californie | Élection de 2020 du 4e district congressionnel de Californie | Élection de 2020 du 4e district congressionnel de Californie |
| ------------------------------------------------------------ | ------------------------------------------------------------ | ------------------------------------------------------------ | ------------------------------------------------------------ | ------------------------------------------------------------ |
| Parti                                                        | Parti                                                        | Candidat                                                     | Votes                                                        | %                                                            |
|                                                              | Républicain                                                  | Tom McClintock (sortant)                                     | 247 291                                                      | 55,9                                                         |
|                                                              | Démocrate                                                    | Brynne S. Kennedy                                            | 194 731                                                      | 44,1                                                         |
| Total des votes                                              | Total des votes                                              | Total des votes                                              | 442 022                                                      | 100%                                                         |
|                                                              | Les Républicains conservent                                  |                                                              |                                                              |                                                              |

### 2022
La Californie a tenu sa Primaire Jungle le 5 mars 2024, selon ce système de Primaire, tous les candidats sont sur le même bulletin de vote, et les deux arrivés en tête s'affronteront le jour de l'Élection Générale, à savoir le 5 novembre 2024.
| Primaire Jungle 2022 du 4e district congressionnel de Californie | Primaire Jungle 2022 du 4e district congressionnel de Californie | Primaire Jungle 2022 du 4e district congressionnel de Californie | Primaire Jungle 2022 du 4e district congressionnel de Californie | Primaire Jungle 2022 du 4e district congressionnel de Californie |
| ---------------------------------------------------------------- | ---------------------------------------------------------------- | ---------------------------------------------------------------- | ---------------------------------------------------------------- | ---------------------------------------------------------------- |
| Parti                                                            | Parti                                                            | Candidat                                                         | Votes                                                            | %                                                                |
|                                                                  | Démocrate                                                        | Mike Thompson (sortant)                                          | 115 041                                                          | 66,2                                                             |
|                                                                  | Républicain                                                      | Matt Brock                                                       | 28 260                                                           | 16,3                                                             |
|                                                                  | Républicain                                                      | Scott Giblin                                                     | 16 914                                                           | 9,7                                                              |
|                                                                  | Démocrate                                                        | Andrew Engdahl                                                   | 8634                                                             | 5,0                                                              |
|                                                                  | Indépendant                                                      | Jason Kishineff                                                  | 2477                                                             | 1,4                                                              |
|                                                                  | Républicain                                                      | Jimih Jones                                                      | 2363                                                             | 1,4                                                              |
|                                                                  | Indépendant                                                      | Seth Newman (write-in)                                           | 15                                                               | 0,0                                                              |

| Élection de 2022 du 4e district congressionnel de Californie | Élection de 2022 du 4e district congressionnel de Californie | Élection de 2022 du 4e district congressionnel de Californie | Élection de 2022 du 4e district congressionnel de Californie | Élection de 2022 du 4e district congressionnel de Californie |
| ------------------------------------------------------------ | ------------------------------------------------------------ | ------------------------------------------------------------ | ------------------------------------------------------------ | ------------------------------------------------------------ |
| Parti                                                        | Parti                                                        | Candidat                                                     | Votes                                                        | %                                                            |
|                                                              | Démocrate                                                    | Mike Thompson (sortant)                                      | 176 900                                                      | 67,8                                                         |
|                                                              | Républicain                                                  | Matt Brock                                                   | 84 007                                                       | 32,2                                                         |
| Total des votes                                              | Total des votes                                              | Total des votes                                              | 260 907                                                      | 100%                                                         |
|                                                              | Les Démocrates prennent aux Républicains                     |                                                              |                                                              |                                                              |

### 2024
| Primaire Jungle 2024 du 4e district congressionnel de Californie | Primaire Jungle 2024 du 4e district congressionnel de Californie | Primaire Jungle 2024 du 4e district congressionnel de Californie | Primaire Jungle 2024 du 4e district congressionnel de Californie | Primaire Jungle 2024 du 4e district congressionnel de Californie |
| ---------------------------------------------------------------- | ---------------------------------------------------------------- | ---------------------------------------------------------------- | ---------------------------------------------------------------- | ---------------------------------------------------------------- |
| Parti                                                            | Parti                                                            | Candidat                                                         | Votes                                                            | %                                                                |
|                                                                  | Démocrate                                                        | Mike Thompson (sortant)                                          | 120 736                                                          | 62,5                                                             |
|                                                                  | Républicain                                                      | John Munn                                                        | 58 787                                                           | 30,4                                                             |
|                                                                  | Démocrate                                                        | Andrew Engdahl                                                   | 11 492                                                           | 6,0                                                              |
|                                                                  | Indépendant                                                      | Niket Patwardhan                                                 | 2116                                                             | 1,1                                                              |

| Élection de 2024 du 4e district congressionnel de Californie | Élection de 2024 du 4e district congressionnel de Californie | Élection de 2024 du 4e district congressionnel de Californie | Élection de 2024 du 4e district congressionnel de Californie | Élection de 2024 du 4e district congressionnel de Californie |
| ------------------------------------------------------------ | ------------------------------------------------------------ | ------------------------------------------------------------ | ------------------------------------------------------------ | ------------------------------------------------------------ |
| Parti                                                        | Parti                                                        | Candidat                                                     | Votes                                                        | %                                                            |
|                                                              | Démocrate                                                    | Mike Thompson (sortant)                                      | 227 730                                                      | 66,5                                                         |
|                                                              | Républicain                                                  | John Munn                                                    | 114 950                                                      | 33,5                                                         |
| Total des votes                                              | Total des votes                                              | Total des votes                                              | 342 680                                                      | 100%                                                         |
|                                                              | Les Démocrates conservent                                    |                                                              |                                                              |                                                              |